# Voit von Salzburg

Familienwappen nach Siebmacher

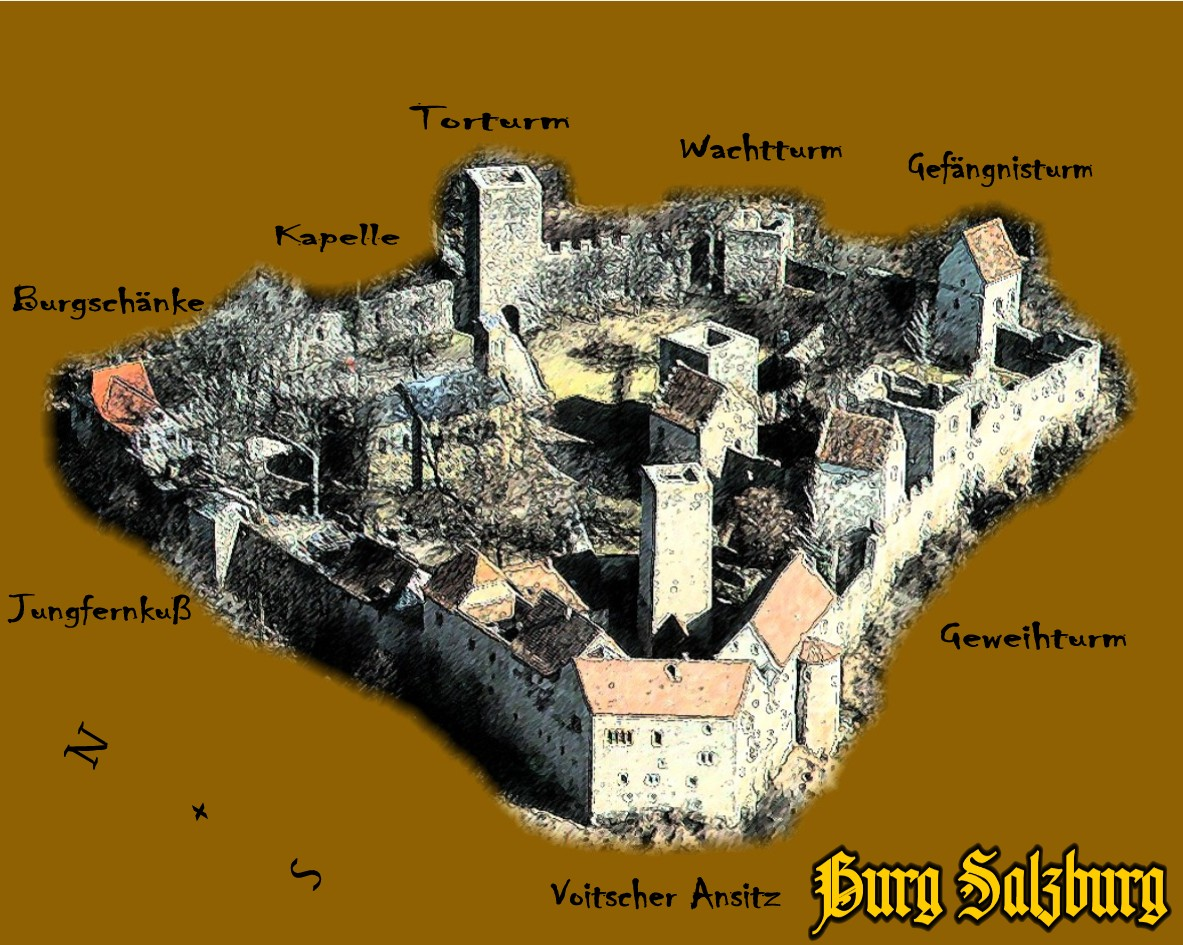
Burg Salzburg, Unterfranken

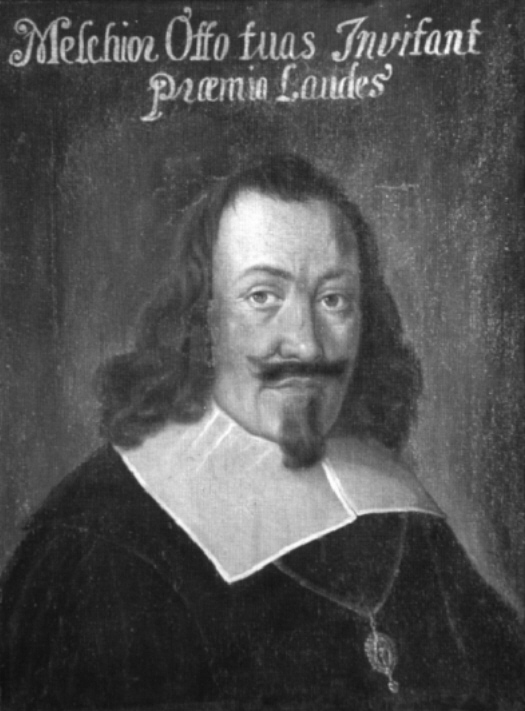
Melchior Otto Voit von Salzburg (1603–1653), Fürstbischof von Bamberg

Die Familie der Voit von Salzburg war ein fränkisches Adelsgeschlecht.

## Geschichte
Die Familie dürfte aus dem besonders im Haßgau begüterten Geschlecht der Fieger hervorgegangen sein.
Namensgebender Stammsitz ist die Burg Salzburg bei Neustadt an der Saale in Unterfranken. Die Voit von Salzburg sind als Gefolgsleute der Bischöfe von Würzburg bekannt und waren als Teil der reichsfreien fränkischen Ritterschaft im Kanton Rhön-Werra organisiert.
1258 amtierte ein Johannes als Vogt (daher der Name Voit) auf der Salzburg, der allgemein als Stammvater der Voiten angesehen wird. Dieser „Johannes advocatus“ war mit Hedwig von Windheim verheiratet, die als mögliche Verwandte des um 1200 auf der Burg nachweisbaren Otto (III.) advocatus de Salz ihrem Gatten die Anwartschaft auf das Amt ermöglicht haben könnte. Allerdings sind die tatsächlichen Verwandtschaftsverhältnisse hochmittelalterlicher Adelsfamilien wegen der häufigen Zunamenswechsel nur schwer rekonstruierbar.
Besonders im 15. und 16. Jahrhundert stellte das Geschlecht eine Reihe bischöflicher Amtsleute des Amtes Neustadt. Ende des 15. Jahrhunderts musste das Hochstift der Familie das Amt sogar verpfänden.
Im 16. Jahrhundert begannen die Voiten damit, sich aus der Abhängigkeit vom Bistum Würzburg zu lösen und in der Reichsritterschaft zu etablieren. Hierzu schloss sich die Familie der Reformation an und billigte die Rodung von Teilen des würzburgischen Salzforstes. Fürstbischof Julius Echter von Mespelbrunn konnte sich den Bestrebungen der Voiten jedoch widersetzen, die zudem 1583 nach dem Tod ihres Afterlehensherren, des Grafen Georg Ernst von Henneberg-Schleusingen ihren politischen Rückhalt verloren.
Trotz dieser Entfremdung wurde Melchior Otto Voit von Salzburg  1642 zum Fürstbischof von  Bamberg erwählt. Die Familie hatte sich in einen katholischen und einen evangelischen Zweig gespalten. 1715 wurde die evangelische Linie auf der Salzburg in den  Reichsfreiherrenstand erhoben. Am Ende des Alten Reiches verfügten die Voiten weder auf der Salzburg noch in der Umgebung über Besitzungen und Herrschaftsrechte. 1853 starb in München der letzte Namensträger,  Freiherr August Voit von Salzburg als königlich bayerischer Kammerherr und Major.

## Wappen
Das Wappenschild zeigt einen schwarzen Querbalken im Zick-Zack-Muster auf silbernem Grund. Die Helmdecken sind in Silber und Schwarz. Die Helmzier mit einem Spitzhut ist gekrönt.

Rödelmaier
Salz

## Persönlichkeiten
- Otto Voit von Salzburg, 1503 Amtmann im Amt Aschach
- Melchior Otto Voit von Salzburg (1603–1653), Fürstbischof von Bamberg
- Heinrich Voit von Salzburg, 1760, 1767, 1773 Oberamtmann im Amt Aschach
- Friedrich Carl Voit von Salzburg, Hofmeister des Markgrafen Friedrich III. von Brandenburg-Bayreuth
- Friedrich August Valentin Voit von Salzburg (1734–1798), preußischer Generalmajor
- Karl Ernst Voit von Salzburg, Ritter des Deutschen Ordens, Komtur der Deutschordenskommende St. Aegidius, 1763–1768
- August Voit von Salzburg, 1833 Bezirkstagspräsident in Oberfranken